# Nobelova nagrada
Nobelova nagrada (švedsko Nobelpriset, norveško Nobelprisen) je vsaka od petih nagrad, ki se podeljujejo enkrat letno za izjemne raziskovalne dosežke, izjemne tehnološke izume ali izjemne prispevke družbi v petih kategorijah. Nagrade je v svoji oporoki predvidel Alfred Nobel, švedski industrialec in izumitelj dinamita ter v ta namen zapustil večino svojega premoženja. Z njim upravlja zasebna ustanova Nobelov sklad, ki tudi organizira podelitev, za izbor nagrajencev pa skrbijo druge inštitucije, ki so od sklada neodvisne.
Nagrade se podeljujejo vsako leto 10. decembra, na obletnico Nobelove smrti, imena nagrajencev pa različni odbori in inštitucije, ki izbirajo nagrajence, praviloma objavijo že v oktobru. Nagrado spremlja tudi večji denarni znesek, trenutno okrog 10 milijonov švedskih kron (približno 1 milijon evrov). To je bilo sprva namenjeno vzpodbudi nagrajencu za nadaljevanje raziskav brez pritiska iskanja finančnih sredstev zanje, v praksi pa večina nagrajencev prejme nagrado prepozno, da bi bil ta namen dosežen.
Kljub občasnim kontroverznim odločitvam podeljevalcev velja vsaka od nagrad za najprestižnejše priznanje svojega področja na svetu.

## Nobelove nagrade
Od leta 1901 so nagrade redno podeljevali na naslednjih področjih:
- fizika (izbere Kraljeva švedska akademija znanosti)
- kemija (izbere Kraljeva švedska akademija znanosti)
- fiziologija ali medicina (izbere Karolinski inštitut)
- književnost (izbere Švedska akademija)
- mir (izbere petčlanski odbor, ki ga imenuje Norveški parlament)

Leta 1968 je Švedska kraljeva banka (centralna banka Švedske) ob svoji 300-letnici uvedla Nagrado za ekonomske vede v spomin Alfreda Nobela:
- ekonomija (izbere Kraljeva švedska akademija znanosti)

Nagrada za ekonomijo ni omenjena v Nobelovi oporoki, se ne izplačuje iz njegove zapuščine in tehnično ni Nobelova nagrada, kar zagovarjajo tudi Nobelovi nasledniki, vendar pa se podeljuje na skupni slovesnosti z Nobelovimi nagradami. Leta 1968 so sklenili tudi, da v prihodnje ne bodo več uvajali novih nagrad v spomin Alfreda Nobela.

### Medalje
Z izjemo medalj Nobelove nagrade za mir, ki jih izdeluje norveška kraljeva kovnica, izdeluje medalje Nobelovih nagrad švedsko podjetje Myntverket in so zaščitena blagovna znamka Nobelovega sklada. Imajo premer 66 mm in tehtajo približno 200 g. Do leta 1980 so bile izdelane iz 23-karatnega zlata, danes pa so iz 18-karatnega zelenega zlata prevlečenega s 24-karatnim zlatom. Na sprednji strani je reliefni portret Alfreda Nobela, njegovo ime in letnici rojstva ter smrti, podobe na zadnji strani pa se razlikujejo. Izgled medalj je nespremenjen od leta 1902, ko so bile oblikovane (prvi nagrajenci so dobili začasne, saj niso bile končane pravočasno).
Poleg medalje prejme vsak dobitnik še Nobelovo diplomo, ki jo podeli švedski kralj oz. v primeru Nobelove nagrade za mir predsednik norveškega odbora. Močno okrašene listine oblikuje vsaka ustanova, ki podeljuje nagrade, posebej. Na njih so zapisani ime ustanove, osnovni podatki o podelitvi in ime nagrajenca ter razen na diplomi Nobelove nagrade za mir še citat obrazložitve.

### Denarna nagrada
Vsota denarja, ki ga prejmejo dobitniki, je odvisna od finančnega stanja sklada, zato je vsakič drugačna. Leta 2009 so dobitniki vsake od nagrad prejeli točno 10 milijonov švedskih kron oz. 950.000 evrov. Če sta prejemnika dva, se ta vsota enakovredno razdeli med njiju. Če so trije, ima podeljevalec dve možnosti: bodisi razdeli vsoto na tretjine, bodisi prejme en prejemnik polovico in ostala dva vsak po četrtino.

## Postopek podeljevanja
Postopek podeljevanja nagrad je natančno določen; pri vseh poteka podobno, največja razlika je v tem, kdo lahko predlaga nagrajence. Jeseni v letu pred podelitvijo pošlje Nobelov komite obrazce za nominacije več tisoč organizacijam in posameznikom, večinoma so to akademiki, univerzitetni profesorji in predhodni nagrajenci na področju vsake od nagrad, pri Nobelovi nagradi za mir pa še vlade različnih držav ter člani mednarodnih sodišč. Zbiranje nominacij se zaključi 31. januarja, nakar komite sestavi seznam 300 nominirancev, pri čemer lahko doda še svoje. Sezname po področjih pošljejo inštitucijam, ki podeljujejo nagrade, ki imenujejo svoje komisije, te pa nato izberejo nagrajence. Nagrajenci so razglašeni takoj po odločitvi, na katero se ni mogoče pritožiti.
Posthumne nominacije niso dovoljene, prav tako ne more predlagatelj nominirati sebe. Le Nobelove nagrade za mir lahko prejmejo tudi organizacije, vse ostale samo posamezniki. Vse nominacije so tajne med postopkom in še 50 let po podelitvi.
Nagrade razen tiste za mir podeljujejo na ceremoniji, ki je vsako leto 10. decembra v Stockholmski koncertni dvorani, nagrajenci običajno v tednu pred tem predstavijo tudi svoja Nobelova predavanja. Medalje prejmejo iz rok švedskega kralja, sledi banket v mestni hiši za okrog 1300 gostov, na katerem prisostvuje tudi kraljeva družina. Ceremonija ob podelitvi nagrad za mir poteka v atriju Univerze v Oslu.

## Zgodovina

### Ustanovitev
Nagrado je v zadnji različici svoje oporoke, ki jo je sestavil leto dni pred smrtjo, predvidel Alfred Nobel in zanjo namenil večino svojega premoženja. Ustanavljanje sklada, ki bi skrbel za to premoženje, in določevanje pravil za podeljevanje je bilo v letih po njegovi smrti izjemno zapleteno. Nobel je za nagrado zapustil 31,5 milijona švedskih kron, kar je bila za tiste čase bajna vsota. Oporoka je bila popolno presenečenje za vse; Nobelovi dediči so po njej ostali skoraj brez zapuščine in so na vsak način hoteli doseči njeno izničenje po pravni poti. Izkazalo se je tudi, da Nobel pred smrtjo sploh ni omenil ustanovam, ki podeljujejo nagrade, niti izvršiteljema oporoke, da jih je določil za to vlogo. Celotno zamisel je zelo nenatančno in na trenutke zmedeno opisal v enem samem odstavku oporoke.
Več let pogajanj in usklajevanj je bilo potrebno preden je švedska vlada potrdila veljavnost oporoke in preden so vse vpletene ustanove sprejele pravila podeljevanja nagrad. Tudi kralj Oskar II. sprva ni bil naklonjen zamisli, da se prestižno nacionalno odlikovanje podeljuje tujcem, pozneje pa je spoznal vrednost publicitete, ki jo nagrada prinese njegovi državi, in si premislil ter 29. junija 1900 potrdil statut Nobelovega sklada.
Prva svečana podelitev Nobelovih nagrad je bila v stari Kraljevi glasbeni akademiji v Stockholmu leta 1901; od leta 1902 naprej nagrado podeljuje švedski kralj.

### Zgodnja leta
Prve Nobelove nagrade so prejeli Henri Dunant in Frédéric Passy (mir), Wilhelm Conrad Röntgen (fizika, za odkritje žarkov X), Emil Adolf von Behring (fiziologija ali medicina, za razvoj terapije za zdravljenje davice), Jacobus van't Hoff (kemija, za odkritje zakonov kemične dinamike) ter Sully Prudhomme (književnost). Podelitev nagrade Prudhommeu je sprožila precej začudenja in nekaj javnih protestov, saj je kritiška javnost pričakovala, da jo bo prejel Tolstoj.
V prvih letih so se podeljevalci v večji ali manjši meri držali Nobelove želje, naj se nagrade podeljuje za dosežke v istem letu. Vendar so zaradi tega načela kmalu nastale težave, saj dolgoročnega pomena odkritij v znanosti pogosto ni možno predvideti. Za primer, leta 1926 je nagrado za fiziologijo ali medicino prejel Johannes Andreas Grib Fibiger, ki je leta 1915 objavil, da je odkril povzročitelja raka; vendar se je kmalu izkazalo, da glista, ki jo je preučeval, samo posredno sproži rakave spremembe in še kot sprožilec ni najbolj priročna. Sčasoma je postalo običajno, da dobijo prejemniki nagrado za neko odkritje več desetletij po njem.
Kmalu po pričetku podeljevanja so morala biti spremenjena pravila podeljevanja Nobelove nagrade za mir. V začetku stoletja sta bili Švedska in Norveška v politični zvezi, ki je leta 1905 razpadla. Od takrat Nobelove nagrajence za mir izbirajo v sosednji državi; norveški parlament (Storting) je tradicionalno izbiral člane komiteja iz svojih vrst, kar se je spremenilo ob vzponu nacizma v drugi polovici 1930. let, predvsem takrat, ko je Tretji rajh zagrozil Norveški s posledicami, ker je komite razmišljal o podelitvi nagrade disidentu in političnemu zaporniku Carlu von Ossietzkyju. Von Ossietzky je leta 1936 nagrado tudi prejel, zato je Hitler prepovedal državljanom Tretjega rajha sprejemati Nobelove nagrade, zaradi česar so jo bili prisiljeni zavrniti Richard Kuhn, Adolf Butenandt in Gerhard Domagk.
Posamezne nagrade, predvsem Nobelova nagrada za mir, v določenih letih niso bile podeljene. Največkrat se je to zgodilo med prvo in drugo svetovno vojno.

## Slovenci dobitniki Nobelove nagrade
- Friderik Pregl je leta 1923 prejel Nobelovo nagrado za kemijo.
- Duncan Haldane je leta 2016 skupaj z Davidom J. Thoulessem in Johnom Michaelom Kosterlitzem prejel Nobelovo nagrado za fiziko. Nekaj let kasneje je postal slovenski državljan.